# Tolkmicko
Tolkmicko (niem. Tolkemit) – miasto w Polsce położone województwie warmińsko-mazurskim, w powiecie elbląskim, nad Zalewem Wiślanym. Siedziba gminy miejsko-wiejskiej Tolkmicko.
Ośrodek usługowy i turystyczno-wypoczynkowy. Miasto jest ośrodkiem przemysłu spożywczego (rybnego oraz przetwórstwa owoców i warzyw). Na terenie miasta funkcjonuje port morski, będący jednym z największych portów nad Zalewem Wiślanym.

## Położenie
Miasto królewskie Tolkmicko położone było w II połowie XVI wieku w województwie malborskim. W latach 1975–1998 miejscowość administracyjnie należała do województwa elbląskiego.
Pod względem historycznym Tolkmicko leży w Prusach, we wschodniej części ziemi malborskiej, jak i również na terenie dawnej Lanzanii, leżącej na pograniczu Pogezanii i Warmii plemiennej. Etnograficznie stanowi także część Powiśla.
Według regionalizacji fizycznogeograficznej Polski miasto położone jest na pograniczu dwóch mezoregionów: Wybrzeża Staropruskiego i Wysoczyzny Elbląskiej, stanowiących część makroregionu Pobrzeża Gdańskiego.

## Nazwa
Pierwszy pisemny zapis nazwy miasta Tolkemit pochodzi z 1326 roku. Według legendy nazwa miejscowości miałaby się wywodzić od księcia pruskiego Tolka i jego córki Mity (według innych wersji Tolko miał być grodem należącym do pruskiego księcia Hoggo, zaś Mita miała być jego córką), która miała władać grodem położonym na Wałach Tolkmita. Z kolei Tolko miał być jednym z 12 synów Widewuta, potężnego władcy Prusów, a kraj którym władał, miał zajmować przestrzeń pomiędzy Druznem a Pasłęką.
Do 1945 roku miejscowość nosiła nazwę Tolkemit. Po wojnie wobec miasta używano następujących nazw: Tolkemity, Tolemko, Tolkemicko oraz Świteź. Po 1947 roku przemianowano nazwę miasta na Tolkmicko.

## Historia

### Starożytność
W najbliższej okolicy miasta istniał wczesnośredniowieczny gród Prusów, którego pozostałości się zachowały w postaci Wałów Tolkmita. Wykopaliska wskazują na powstanie grodu we wczesnej epoce żelaza (około 650–400 p.n.e.). Z tego okresu pochodzą ślady pobytu w okolicy ludności kultury łużyckiej oraz cztery grodziska znajdujące się na terenie gminy.

### Od XIII do 1772 roku
Do XIII wieku tereny położone nad Zalewem Wiślanym zamieszkiwały plemiona pruskie Pogezan i Warmów. W 1210 roku Lanzanię, rejon dzisiejszego Tolkmicka, zajął król duński Waldemar II. W 1215 roku Lanzania i Pogezania decyzją wodza Prusów Waporta przyjęła chrzest i uznała religijne zwierzchnictwo biskupa Chrystiana. W następnym roku papież Innocenty III zatwierdził ten chrzest.
W tym samym czasie Lanzanię próbowali bezskutecznie zająć Krzyżacy. Po II powstaniu pruskim w 1273 roku Zakon Krzyżacki podbił te tereny. W latach 1296–1300 na wzgórzu, gdzie dawniej istniała pruska osada handlowa, Krzyżacy zbudowali obronny dwór, obok którego założyli miasto lokowane na prawie chełmińskim. W roku 1330 istniał tutaj kościół. 21 marca 1351 roku Wielki Mistrz krzyżacki Heinrich Dusemer von Arfberg odnowił przywilej miejski, a w 1359 roku Tolkmicko wraz z wsią Nowinka otrzymało przywilej rybołówstwa.

3 kwietnia 1440 roku Tolkmicko przystąpiło do Związku Pruskiego. Czternaście lat później burmistrz miasta złożył przysięgę wierności królowi polskiemu a mieszczanie zburzyli znajdujący się w mieście zamek krzyżacki. Po zakończeniu wojny trzynastoletniej w 1466 roku Tolkmicko znalazło się w granicach I Rzeczypospolitej i stanowiło część Prus Królewskich w województwie malborskim do 1772 roku. W tym okresie miasto miało status miasta powiatowego. 

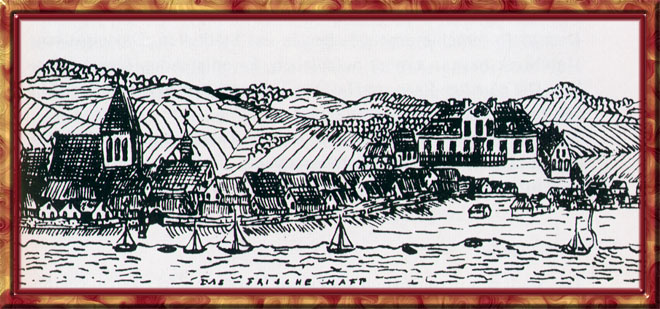
Tolkmicko w 1750 roku

Podczas wojny polsko-szwedzkiej, w dniach 11–12 czerwca 1626 roku, w Tolkmicku zatrzymał się król szwedzki Gustaw II Adolf. W XVII wieku nawiedziły miasto dwa wielkie pożary, które strawiły jego zabudowania (w 1634 i 1694 r.). W roku 1710 z powodu epidemii dżumy zmarła połowa mieszkańców Tolkmicka. W 1720 roku otwarto browar, funkcjonujący do 1851 r. Kolejny wielki pożar wybuchł 29 lipca 1767 roku, strawił dom piwny, budynek ratusza oraz kościół, które zostały w późniejszym czasie odbudowane.

### Od 1772 do 1945 roku
Po I rozbiorze Polski w 1772 roku miasto znalazło się w granicach Królestwa Prus. W 1785 roku zbudowano pierwszą szkołę, w 1793 ukończono nowy ratusz, a w latach 1803–1828 funkcjonował Sąd Ziemski i Miejski. W 1818 roku Tolkmicko włączono do utworzonego powiatu elbląskiego. Podczas powstania listopadowego w mieście stacjonowało 240 żołnierzy. W tym samym roku w miejscowości wybuchła epidemia cholery. W 1832 roku w mieście otwarto pierwszą aptekę. W latach 1831–1832 w Tolkmicku przebywali polscy żołnierze z pułku lekkiej artylerii pieszej, 2 baterii artylerii lekkiej konnej oraz batalionu saperów, będący uczestnikami powstania listopadowego. 

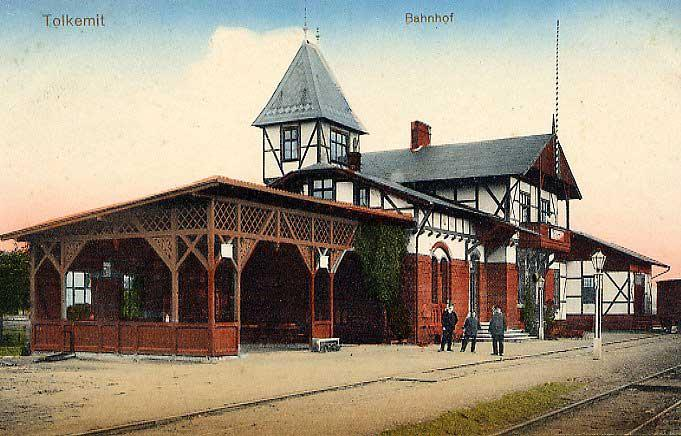
Dworzec kolejowy ok. 1900 roku

W drugiej połowie XIX wieku miasto intensywnie się rozwijało. W latach 1862–1883 wybudowano port rybacki, a w roku 1873 poprowadzono szosę z Tolkmicka do Elbląga. W roku 1899 zakończono budowę Kolei Nadzalewowej ze stacją w Tolkmicku. W latach 1925–1928 miasto wyposażono w sieć kanalizacji burzowej. W 1939 roku rozpoczęto budowę fabryki marmolady, jednak została ona zamknięta już w 1940 roku.
26 stycznia 1945 roku miasto zostało zajęte przez Armię Czerwoną. Dokonały tego oddziały 47 brygady zmechanizowanej, 91 brygady pancernej i 1 gwardyjski pułk motocyklowy 5 armii pancernej wchodzące w skład 2 Frontu Białoruskiego. Podczas II wojny światowej miejscowość została zniszczona w 50%. Wraz z końcem wojny z miasta uciekła połowa mieszkańców.

### Po 1945
Po II wojnie światowej miasto nie odzyskało dawnej świetności. Pierwszym powojennym burmistrzem Tolkmicka był Bolesław Żytyński.
W czasach PRL-u powstały w Tolkmicku dwa wielkie zakłady przetwórstwa spożywczego. W 1946 roku utworzono bosmanat portu. Kolejne inwestycje to budowa oczyszczalni ścieków i kanalizacji sanitarnej, a także budowa szkoły, ośrodka kultury i innych obiektów użytku publicznego.

## Przynależność miasta do stowarzyszeń
Miasto Tolkmicko należy do trzech stowarzyszeń propagujących współpracę regionalną:
- Komunalny Związek Gmin Nadzalewowych[16]
- Stowarzyszenie Gmin RP Euroregion Bałtyk
- Związek Gmin Zlewni Jeziora Druzno i Zalewu Wiślanego

## Komunikacja i transport
- Przez miasto przebiega droga wojewódzka nr 503
- Kolej Nadzalewowa z dworcem w Tolkmicku – linia kolejowa Elbląg – Frombork – Elbląg (obecnie nieczynna)
- Port w Tolkmicku z bosmanatem i jednostką ratownictwa morskiego.

## Zabytki
W Tolkmicku znajduje się dwanaście obiektów wpisanych do rejestru zabytków nieruchomych:
- Układ urbanistyczny miasta (XIII – XX wiek),
- Kościół parafialny pw. św. Jakuba Apostoła z XIV w.,
- Kościół polskokatolicki pw. Matki Bożej Anielskiej,
- Kaplica cmentarna z I poł. XVIII w.,
- Baszta z końca XIV w., pozostałość dawnych murów obronnych[18],
- Dworzec kolejowy z 1867 r.,
- Dom, ul. Jagiellońska 2,
- Dom, ul. Młyńska 2, po 1870 r.,
- Dom, ul. Młyńska 4, po 1870 r.,
- Dom, ul. Portowa 5, z ok. 1900 r.,
- Dom, ul. Portowa 8, z 1890 r.,
- Budynek szkoły podstawowej i gimnazjum z początku XX w.

Wybrane zabytki miasta
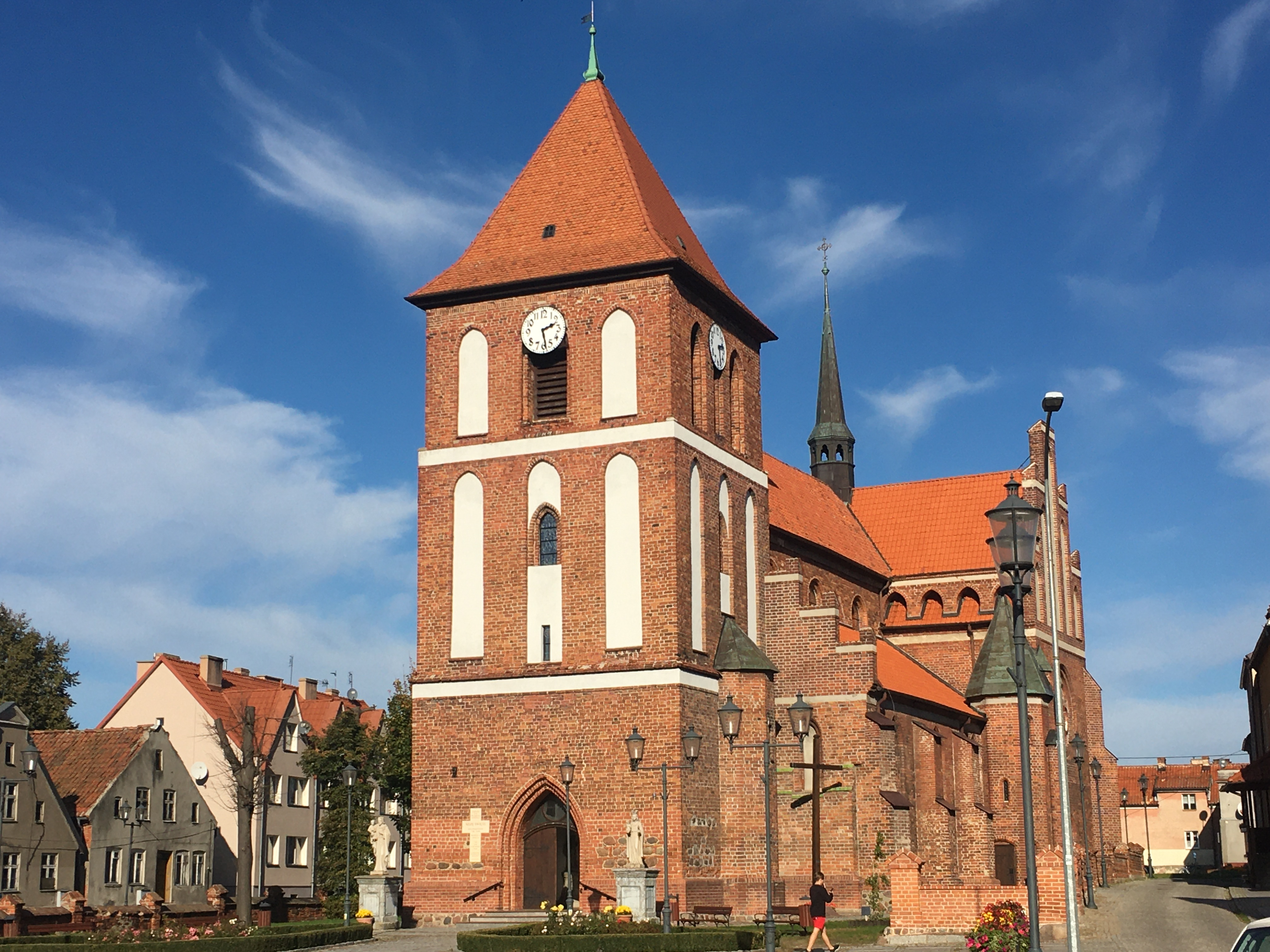
Kościół św. Jakuba
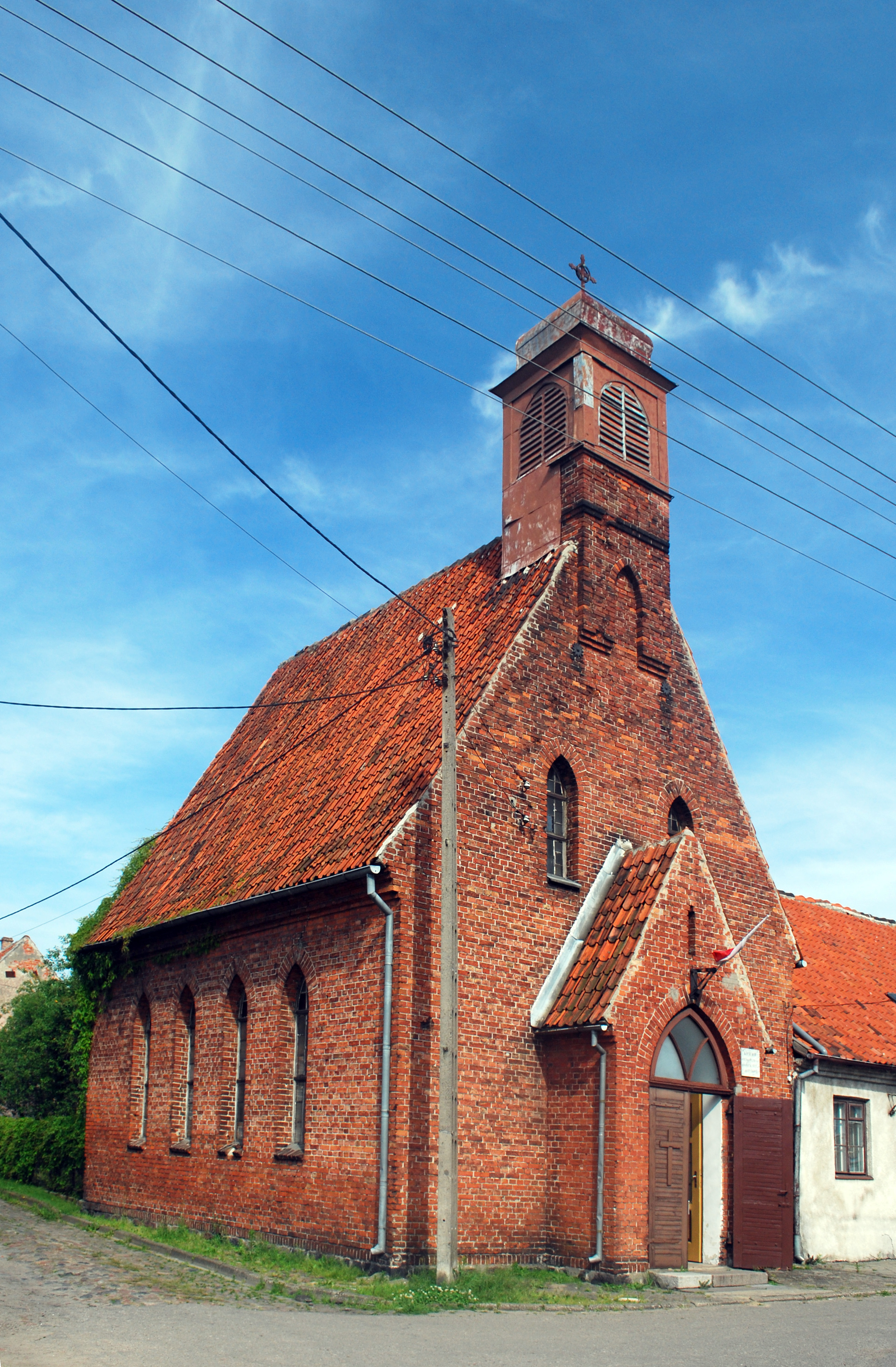
Kościół Matki Bożej Anielskiej
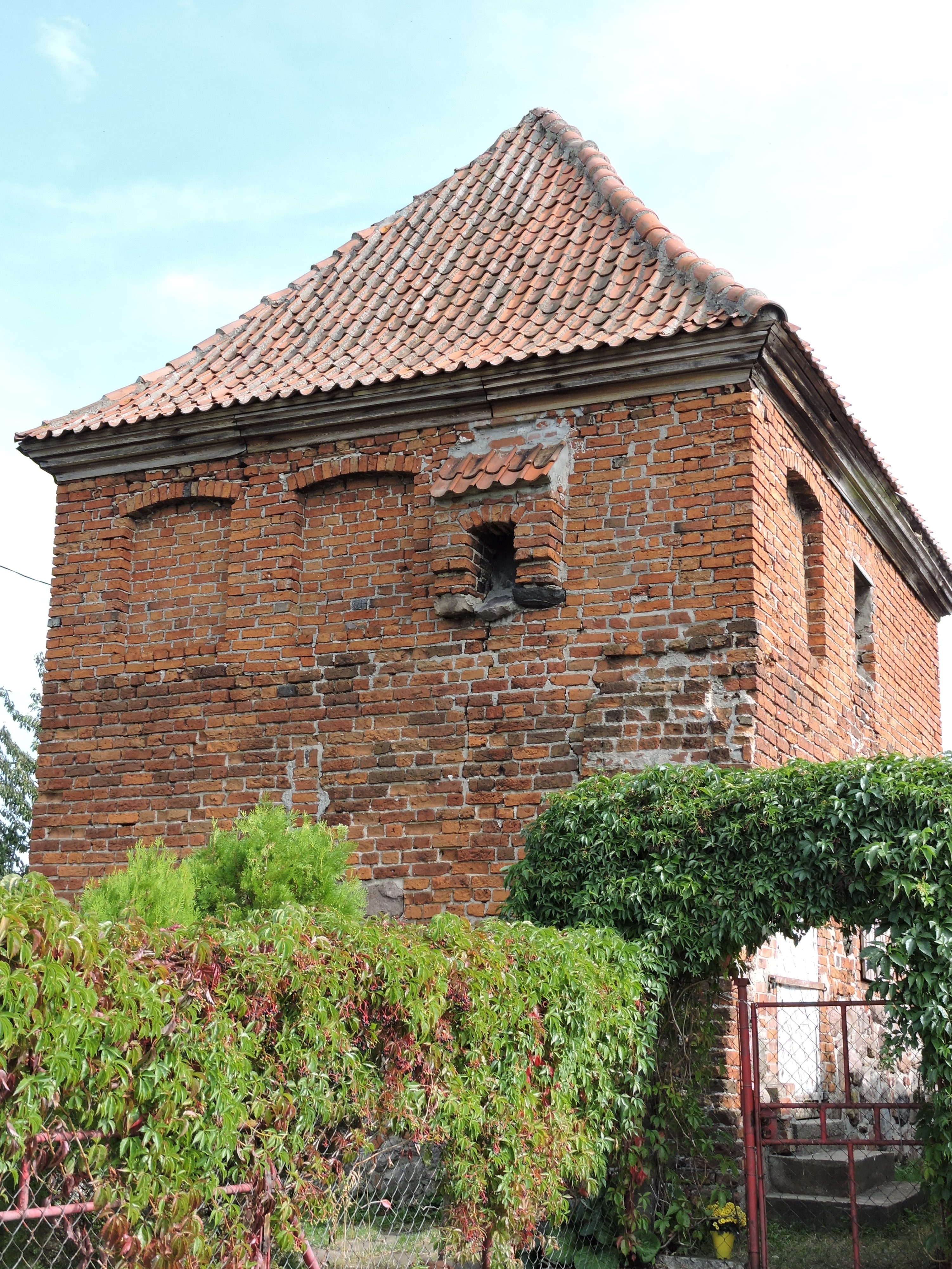
Baszta
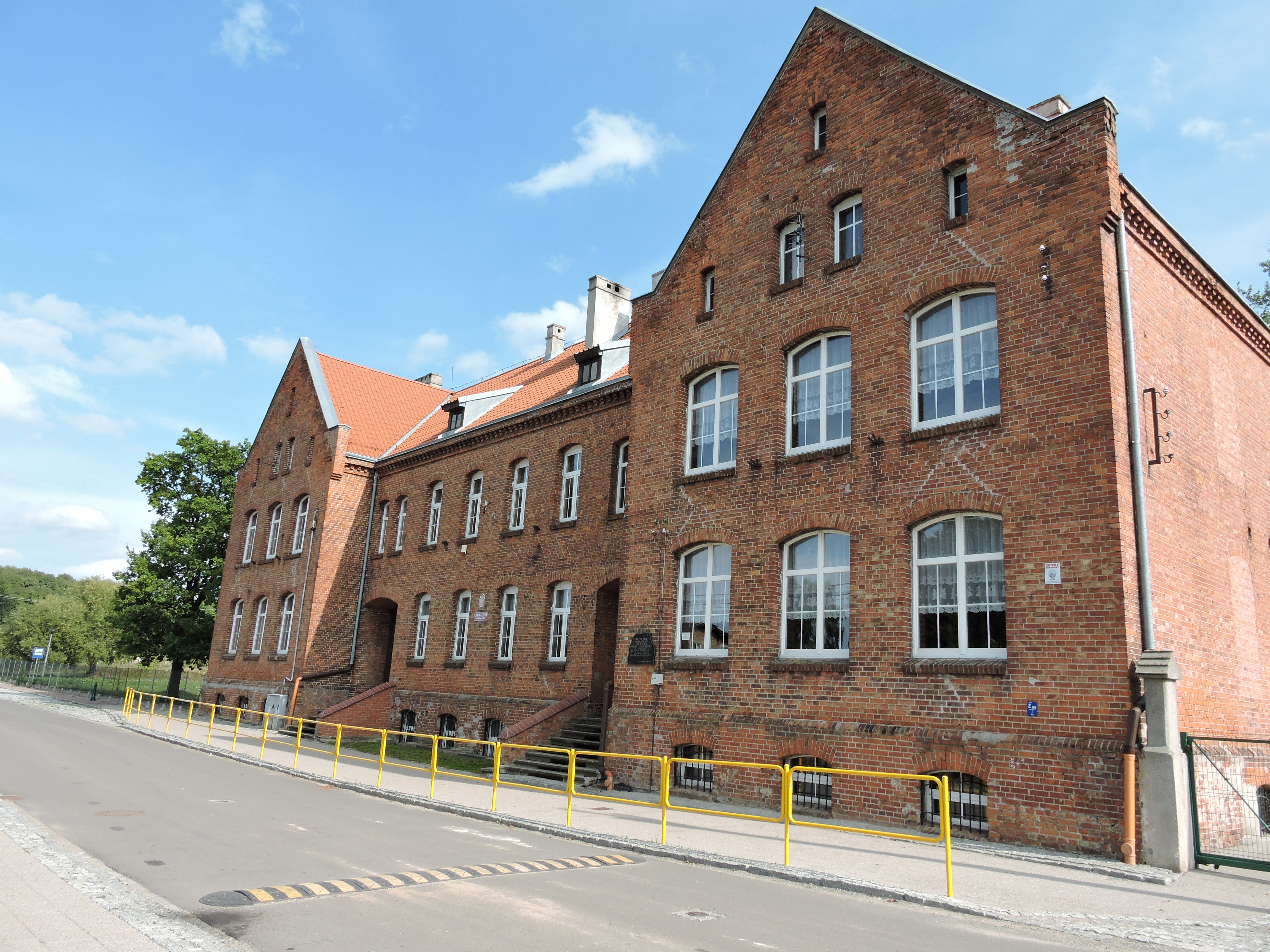
Budynek szkoły podstawowej
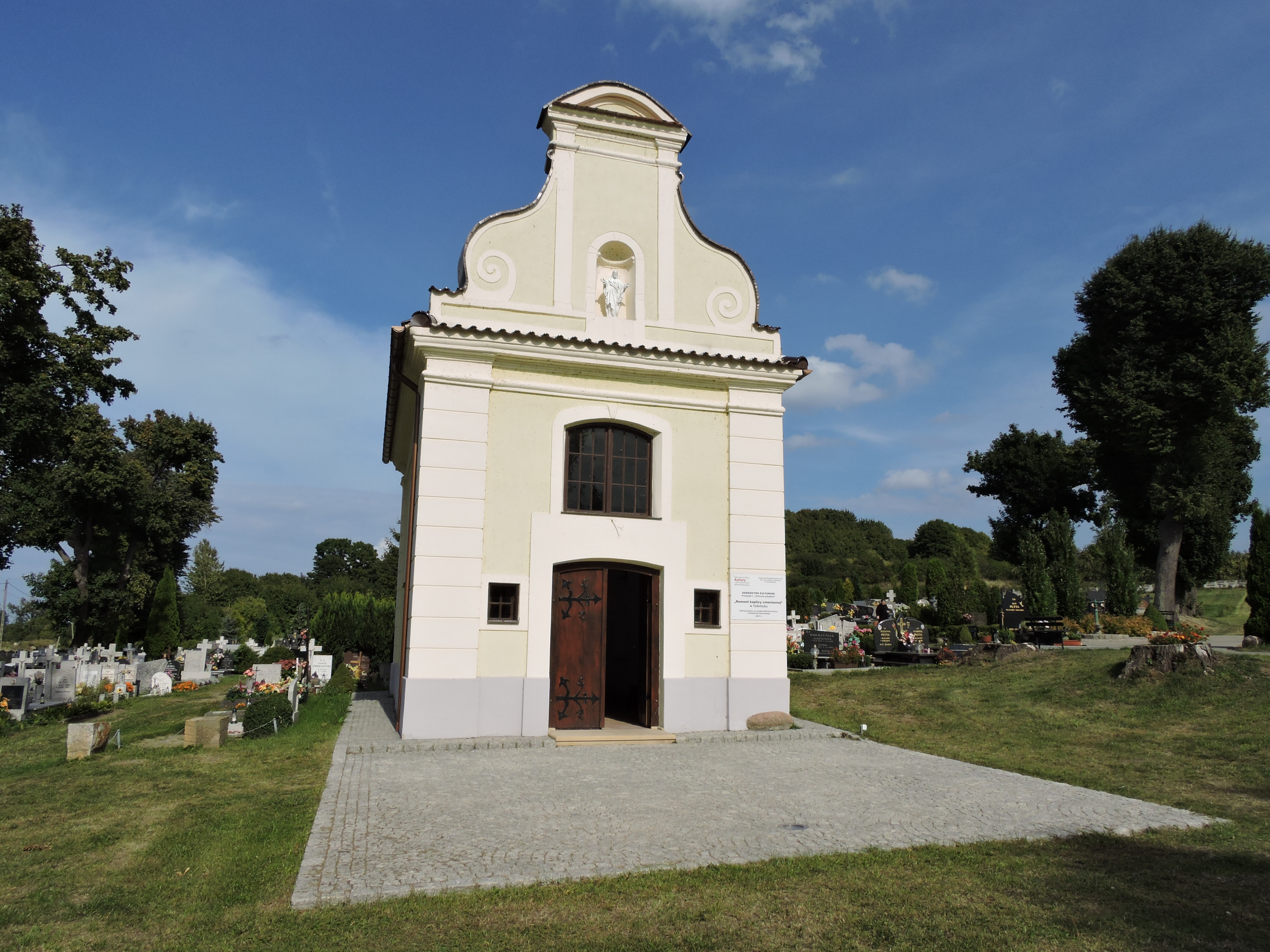
Kaplica cmentarna
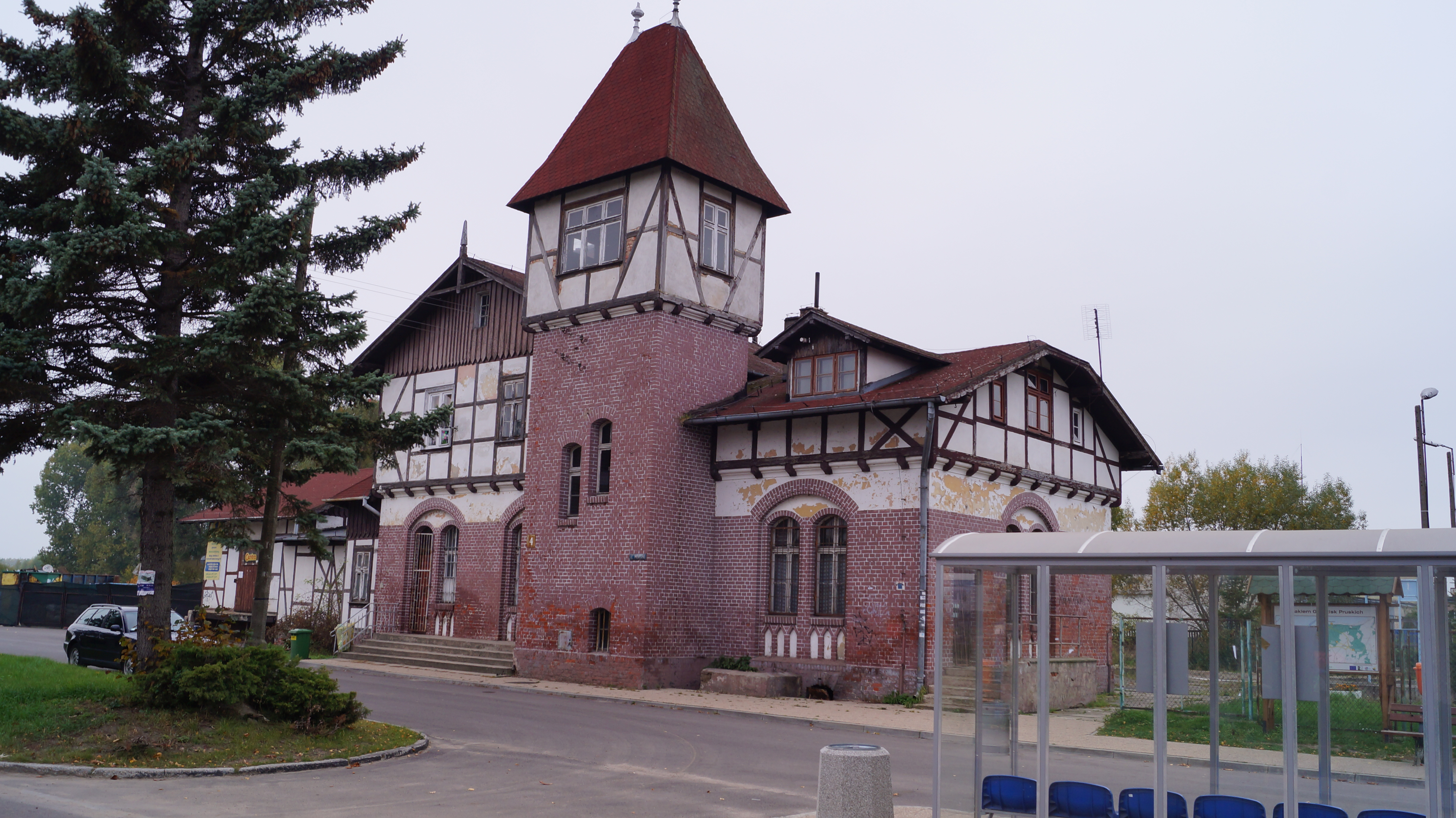
Zabytkowy dworzec

## Turystyka

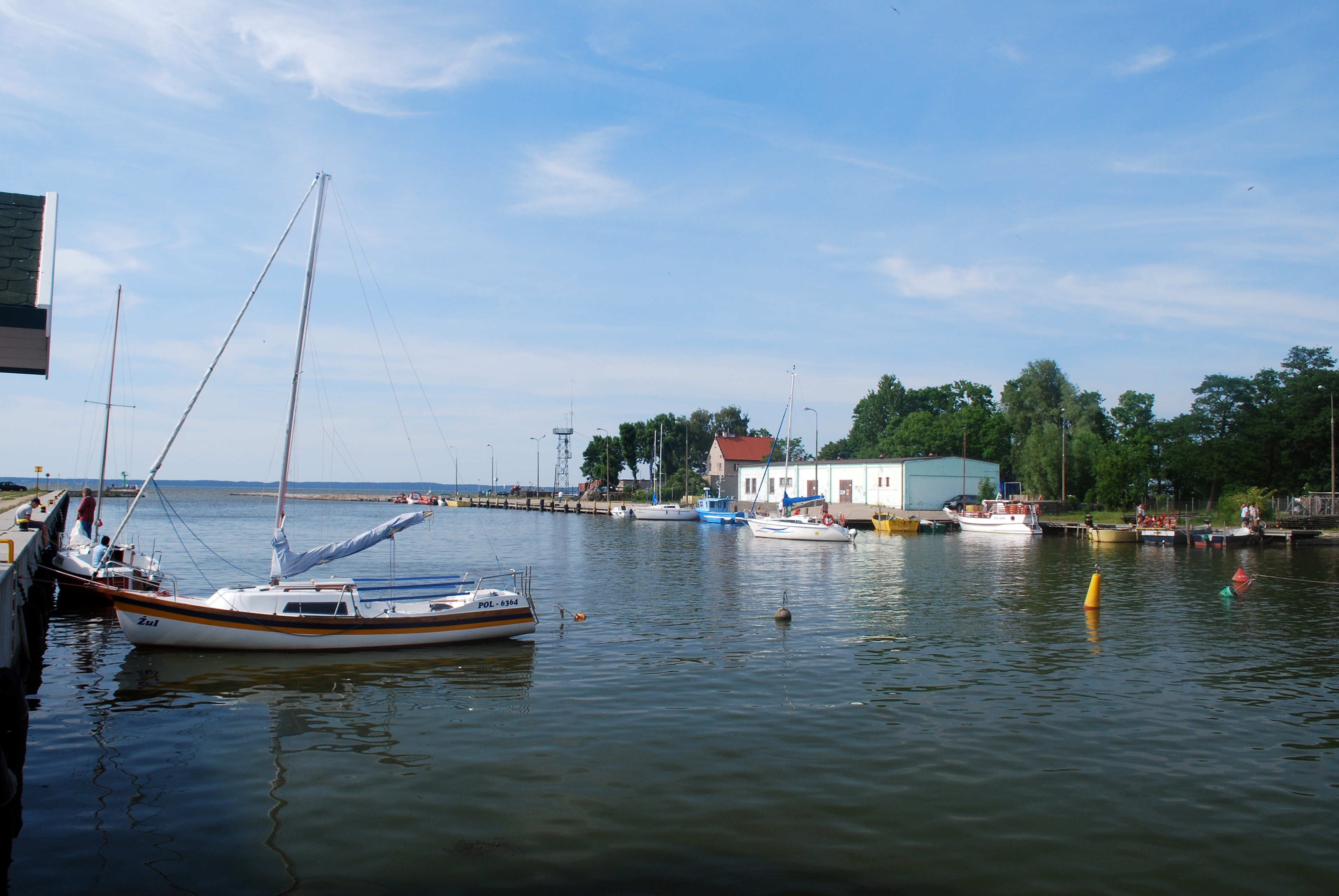
Port w Tolkmicku

- Na południe od miasta na obszarze Parku Krajobrazowego Wysoczyzny Elbląskiej znajdują się pozostałości staropruskiego grodziska Wały Tolkmita.
- Park Krajobrazowy Wysoczyzny Elbląskiej
- Wieża widokowa[19]
- Wzgórze Starościńskie
- Port w Tolkmicku – największy polski port nad Zalewem Wiślanym
- Nadzalewowa kolej drezynowa

## Kultura i rozrywka

### Ośrodki kultury
- Miejsko-Gminny Ośrodek Kultury
- Biblioteka Publiczna Miasta i Gminy im. K.I. Gałczyńskiego
- Oratorium św. Jana Bosko w Tolkmicku

### Imprezy cykliczne
- Dni Tolkmicka
- Międzynarodowy Zlot Motocyklistów „Kardan”[20]
- Regionalny Przegląd Zespołów Tańca Nowoczesnego
- Regaty żeglarskie
- Festyn parafialny
- Dożynki

## Demografia

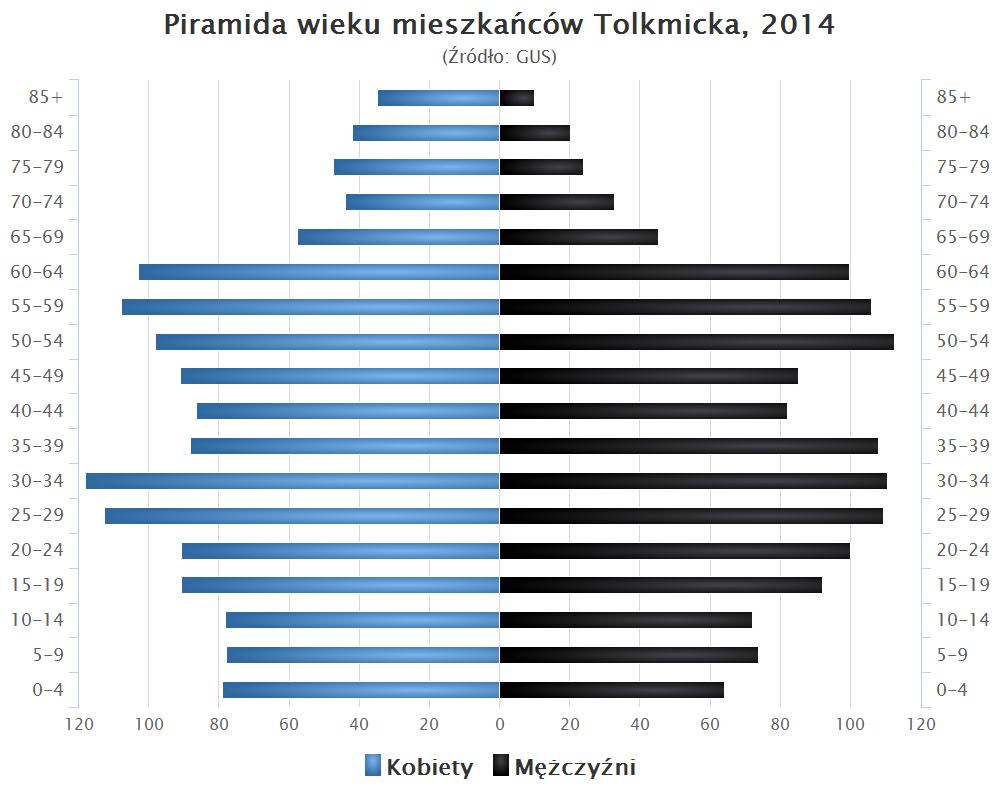
Piramida wieku mieszkańców Tolkmicka w 2014 roku

Dane z 31 grudnia 2017 roku.
| Opis                              | Ogółem | Ogółem | Kobiety | Kobiety | Mężczyźni | Mężczyźni |
| --------------------------------- | ------ | ------ | ------- | ------- | --------- | --------- |
| Jednostka                         | osób   | %      | osób    | %       | osób      | %         |
| Populacja                         | 2 719  | 100    | 1 389   | 51,1    | 1 330     | 48,9      |
| Gęstość zaludnienia [mieszk./km²] | 1 187  | 1 187  | 607     | 607     | 580       | 580       |

## Sport
- KS Barkas Tolkmicko – piłka nożna (V liga)
- UKS Tolkmicko – sekcja żeglarska
- Salezjańska Organizacja Sportowa „Salos”
- Rajza Tolkmicko – Koszykówka

## Przemysł
- MASFROST Sp. z o.o. – producent mrożonej żywności
- Paula Fish

## Wspólnoty wyznaniowe
- Kościół rzymskokatolicki:
  - parafia św. Jakuba Apostoła
- Kościół polskokatolicki:
  - parafia Matki Bożej Anielskiej
- Świadkowie Jehowy:
  - zbór Tolkmicko (Sala Królestwa ul. Jagiellońska 15)[23].

## Miasta partnerskie i zaprzyjaźnione
- Heringsdorf, Niemcy